# Lingerie

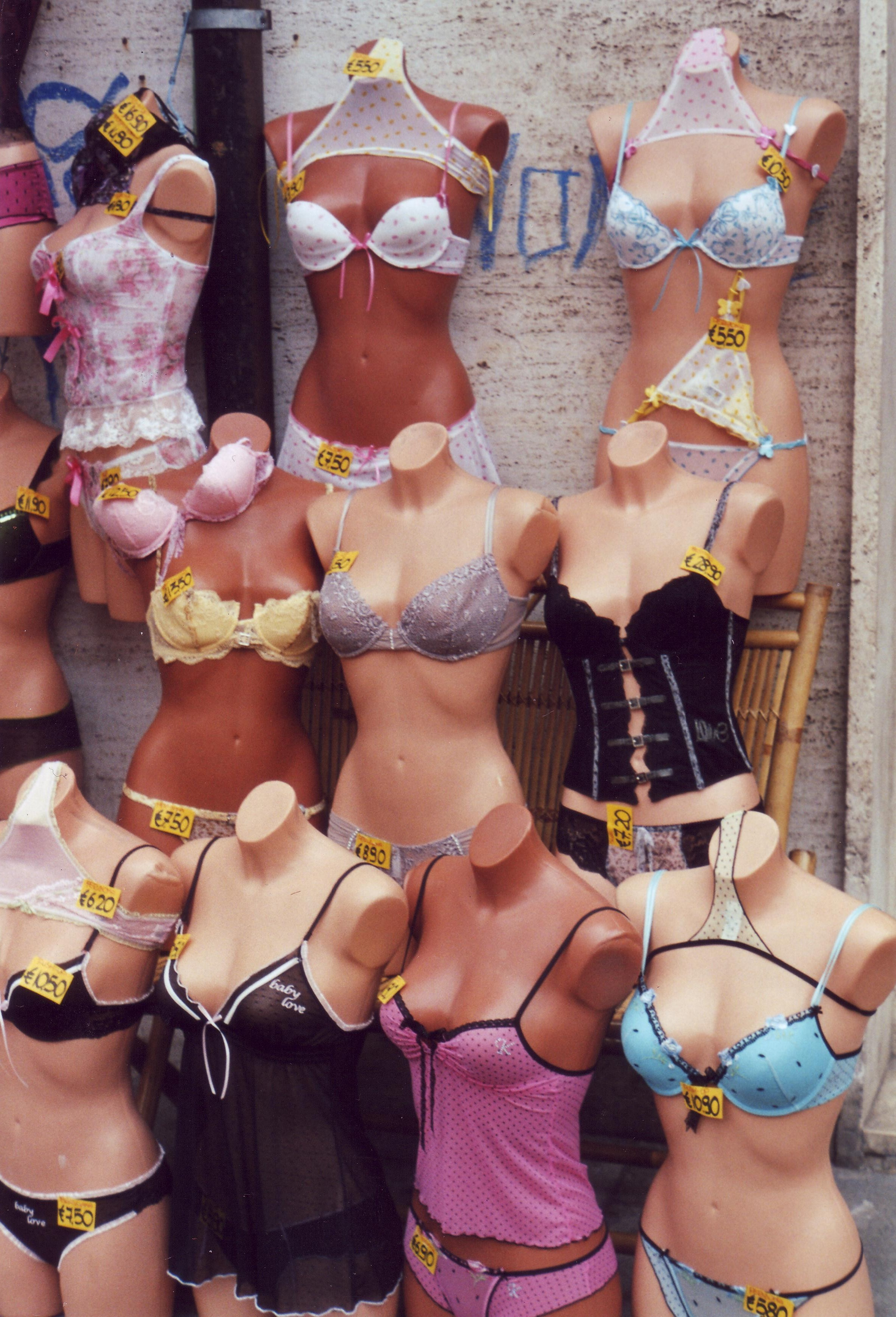
Lingerie in de etalage

Lingerie is een ander woord voor damesondergoed en -nachtkleding. In de loop van de tijd is lingerie steeds meer een erotisch product geworden. Er bestaat ook lingerie voor mannen.
Lingerie is een van de moeilijkste en arbeidsintensieve kledingstukken voor dagelijks gebruik om te maken. Dit komt door de vele details die erin verwerkt worden. Sinds de introductie is kantwerk en tule voor de details is het gebruik hiervan nooit meer uit de mode geraakt. Andere trends zijn het gebruik van verschillende patronen en kleuren, vergelijkbaar met zwemkleding/badkleding en eens in de zoveel tijd de terugkeer van retrolingerie uit bijvoorbeeld de jaren vijftig.

## Geschiedenis
Oorspronkelijk was damesondergoed slechts functioneel en wijd. Tegen het eind van negentiende eeuw werd damesondergoed ontworpen dat visueel aantrekkelijk was. Modeontwerpster Lucy Duff-Gordon was een van de pioniers die lingerie begin twintigste eeuw op de catwalk liet zien. Tegelijkertijd zorgde onder andere de emancipatie ervoor dat het benarde korset steeds meer vervangen werd door de beha. Ook werd damesondergoed steeds kleiner en nauw sluitender. Vanaf de jaren zestig werd lingerie gemeengoed en werd er echt mee geadverteerd.
Damesondergoed werd eeuwenlang vervaardigd van natuurlijke materialen als wol, zijde en katoen, maar in de twintigste eeuw zijn daar ook synthetische stoffen als nylon, viscose, lurex en lycra bij gekomen.

## Etymologie
Lingerie is afgeleid van het Franse linge, dat ‘linnen’ betekent. Het Nederlands leende het woord in de negentiende eeuw uit het Frans, waar lingerie ‘linnenwinkel’ en ‘linnengoed’ betekende. Hoewel Nederlandse woordenboeken die eerste betekenis ook noteerden, blijkt het woord in het Nederlands alleen van toepassing te zijn geweest op linnengoed, en al snel in het bijzonder op linnen ondergoed voor vrouwen. In het hedendaags Frans is de term van toepassing op alle soorten ondergoed, voor zowel mannen als vrouwen.

## Kledingstukken
De meest voorkomende kledingstukken die tot lingerie gerekend worden zijn:
- Netkousen die met kousenbanden aan een jarretellengordel zijn verbonden.
- De guêpière die afgeleid is van de 18e-eeuwse korset.
- De slip of string als onderbroek.
- De beha.
- De torselett.
- De negligé of babydoll als nachthemd.
- De onderrok of onderjurk.